# Cañada las Flores
Cañada las Flores är en ort i Mexiko.   Den ligger i kommunen Santos Reyes Nopala och delstaten Oaxaca, i den sydöstra delen av landet, 400 km sydost om huvudstaden Mexico City. Cañada las Flores ligger 1 251 meter över havet och antalet invånare är 121.
Terrängen runt Cañada las Flores är kuperad åt sydväst, men åt nordost är den bergig. Runt Cañada las Flores är det ganska tätbefolkat, med 78 invånare per kvadratkilometer. Närmaste större samhälle är Santa Catarina Juquila, 13,8 km nordväst om Cañada las Flores. I omgivningarna runt Cañada las Flores växer huvudsakligen savannskog.